# Арнштам, Кирилл Александрович
Кири́лл Алекса́ндрович Арншта́м (также Сирил Арнстам, 9 января 1919, Петроград — 22 апреля 2020) — немецкий, французский художник, иллюстратор. Столетний долгожитель.

## Биография
Родился 27 декабря 1918 года (9 января 1919 года) в Петрограде в семье художника Александра Арнштама и его жены Розы Мордухович; был третьим, последним сыном в семье.
22 ноября 1921 года был вывезен семьёй в Берлин, где прошло его раннее детство. Очень рано проявил способности к рисованию и ребёнком стал по сути профессиональным художником: в 1925—1932 годах его рисунки регулярно публиковались в берлинском журнале Der Querschnitt.
В 1933 году семья, почувствовав для себя угрозу национал-социализма, переселилась в Париж. После окончания Школы прикладных искусств (Ecole des Arts Appliques) по специальности «Реклама» Кирилл Арнштам начал художественную карьеру как иллюстратор, карикатурист, автор киноафиш.
После Второй мировой войны Арнштам работал для прессы, сотрудничал с журналом моды Marie France, рекламным агентством Synergie, делал рисунки для сервизов фарфоровой мануфактуры D’art de Couleuvre. В 1949 году иллюстрировал одну из глав книги Paris tel qu’on l’amie («Париж, каким мы его любим») с текстом Андре Варно, посвящённой Монпарнасу. В 1954 году опубликовал в журнале Paris Match графические композиции об истории Китая.
В середине 1950-х годов Кирилл Арнштам иллюстрировал обложки книг в издательствах Plon и Fayard, был одним из первых иллюстраторов карманных изданий Livre de Poche, а также создавал киноафиши. В начале 1960-х годов Арнштам вместе с отцом занимался либретто и оформлением балета «Нана» по роману Эмиля Золя на музыку Анри Томази.
С 1965 года Кирилл Арнштам много занимался книжной графикой. Сделал иллюстрации к романам Льва Толстого, Эмиля Золя, Пьера Бенуа, Ги де Мопассана, Александра Дюма-отца. В 1971—1972 годах создал серию иллюстраций из 200 черно-белых и 40 цветных листов для трилогии «Пока стоит земля» Анри Труайя. После окончания работы эти иллюстрации были выставлены в парижской галерее Doucet-Coutereau.
В 1975—1978 годах Арнштам сотрудничал с французским изданием журнала Playboy, для которого делал иронические рисунки к разворотам, рассказывающим о частной жизни исторических деятелей — Наполеона, Иосифа Сталина, Адольфа Гитлера, Мао Цзэдуна, Жана-Поля Сартра, Валери Жискара д’Эстена и пр. На рубеже 1970—1980-х годов сотрудничал с журналом моды Marie Claire, музыкальным журналом Monde de la Musique и др. В 1980-е годы занимался телевизионной и кинорекламой.
2 августа 2019 года в Париже временный поверенный в делах России во Франции Артём Студенников вручил 100-летнему Кириллу Арнштаму паспорт гражданина Российской Федерации, назвав это «восстановлением исторической справедливости».
Умер 22 апреля 2020 года.

### Семья
- Отец — Александр Мартынович Арнштам (1880—1969), российский, советский, немецкий, французский художник[3].
- Мать — Роза Адольфовна Мордухович (1882—1956)[3].
- Братья:
  - Жорж (Георгий Александрович) Арнштам (1907—1993) — французский монтажёр кино[3].
  - Игорь Александрович Арнштам (1911—1993) — немецкий, французский художник[3].

## Награды и премии
- В 1984 году выполненная Кириллом Арнштамом афиша выставки, посвящённой 100-летию французской автомобильной индустрии, была удостоена во Франции звания «Лучшая афиша года»[2].
- Медаль имени Михаила Чехова (2011)[4]

## Выставки

### Персональные выставки
- 2003 — Всероссийский музей А. С. Пушкина (Москва)[2]
- 2010 — Галерея «Монмартр» (Санкт-Петербург)[2]

## Фильмография
- 2010 — документальный фильм «Кирилл Арнштам: Последний художник „первой волны“ эмиграции» (режиссёр Николай Головихин)[2]